# Bataille de Ballée
Chouannerie
La bataille de Ballée se déroula lors de la Chouannerie. Elle vit l'attaque du bourg de Ballée par les Chouans.

## La bataille
Après son succès au Mans, Louis de Bourmont, général des Chouans de l'Armée catholique et royale du Maine décide de prendre le bourg patriote de Ballée, que les habitants ont fortifié. Les Chouans désiraient depuis longtemps réduire ce poste, mais en avaient été chaque fois empêchés à cause de leur manque d'artillerie. Or, ils se sont emparés de 8 canons au Mans, néanmoins, Bourmont décide de n'en conserver qu'un seul pour attaquer le bourg.
Le 26 octobre 1799, les Chouans sont devant Ballée, ils décident d'abord d'ouvrir le feu avec leur canon. Mais les servants sont inexpérimentés et la pièce étant mal positionnée, les roues sont bloquées dans un sillon sans prendre en compte le recul dû à l'effet du tir. Aussi, dès le premier coup de canon, la porte du fort est emportée mais l'essieu du canon se brise, rendant la pièce inutilisable. Les Républicains postés dans l'église s'en aperçoivent et portent la nouvelle aux autres défenseurs, ce qui les encourage.
Bourmont donne alors l'ordre d'incendier les maisons où sont retranchés les républicains à l'aide de torches. Les Chouans menés par l'adjudant-général de Gardet et son aide de camp, de Guéfontaine, passent à l'attaque. Plusieurs maisons situées à l'extérieur de l'enceinte sont incendiées mais les défenseurs ne se démoralisent pas et n'entendent pas se rendre. Beaucoup de Chouans tombent, fauchés par les tirs des Républicains. Finalement, Bourmont donne finalement l'ordre de battre en retraite.
Les Républicains n'ont que 3 blessés, en revanche les pertes des Chouans sont lourdes ; 12 hommes sont tués et 300 blessés selon La Frégeolière, parmi lesquels 232 moururent des suites de leurs blessures dans les six mois qui suivirent.